# بیمارستان خاتم‌الانبیا (جاسک)
بیمارستان خاتم‌الانبیا جاسک یک مرکز درمانی دولتی زیرنظر دانشگاه علوم پزشکی هرمزگان است که در بندر جاسک، استان هرمزگان واقع شده‌است.
این بیمارستان (دارای ۱۰ تخت ویژه و ۵۴ تخت بستری) و شامل بخش‌های ویژه CCU ، ICU ، داخلی، اطفال، زنان، جراحی، دیالیز، زایشگاه، اورژانس و سه اتاق عمل است.

## پیشینه
بیمارستان خاتم‌الانبیاء جاسک در سال ۱۳۸۶ با زیربنای ۱۸۰۰۰ مترمربع و ظرفیت ۳۲ تخت آغاز به کار کرد. در سال‌های پس از افتتاح این بیمارستان مردم و مسئولان جاسک که در جنوب شرقی هرمزگان و فاصله ۳۰۰ کیلومتری بندرعباس قرار دارد؛ نسبت به راکد بودن این بیمارستان و نبود نیروی متخصص پزشکی گلایه داشتند.
از سال ۹۲ طرح توسعه این بیمارستان آغاز شد و پس از گذشت چهارسال و صرف ۱۷۶ میلیارد ریال اعتبار، در اسفند ۱۳۹۶ به بهره‌برداری رسید. در این توسعه ۳۲ تخت بیمارستانی جدید به ظرفیت قبلی این بیمارستان افزوده شد و همچنین چندین پزشک متخصص و فوق تخصص به این بیمارستان اضافه شد.
حسن قاضی‌زاده هاشمی وزیر بهداشت در مراسم افتتاح طرح توسعه بیمارستان خاتم‌الانبیاء گفت: در حال حاضر ۹ پزشک متخصص به جاسک اعزام شده‌اند در حالی که در گذشته، حتی پزشک عمومی هم وجود نداشت.

## بخش‌ها و  امکانات
- ۱۰ تخت ویژه
- ۵۴ تخت بستری
- اورژانس و کلینیک‌های سرپایی
- بخش‌های ویژه CCU، ICU، داخلی، کودکان، زنان، جراحی، دیالیز، زایشگاه، تالاسمی
- سه اتاق عمل
- آزمایشگاه
- اورژانس، درمانگاه، کلینیک تخصصی و دندانپزشکی
- داروخانه شبانه‌روزی
- کاردیوگرافی، سونوگرافی
- سی تی اسکن[۳][۴]